# Naponee (Nebraska)
Naponee es una villa ubicada en el condado de Franklin en el estado estadounidense de Nebraska. En el Censo de 2010 tenía una población de 106 habitantes y una densidad poblacional de 177,17 personas por km².

## Geografía
Naponee se encuentra ubicada en las coordenadas 40°4′29″N 99°8′19″O / 40.07472, -99.13861. Según la Oficina del Censo de los Estados Unidos, Naponee tiene una superficie total de 0.6 km², de la cual 0.6 km² corresponden a tierra firme y (0%) 0 km² es agua.

## Demografía
Según el censo de 2010, había 106 personas residiendo en Naponee. La densidad de población era de 177,17 hab./km². De los 106 habitantes, Naponee estaba compuesto por el 96.23% blancos, el 0% eran afroamericanos, el 0% eran amerindios, el 0.94% eran asiáticos, el 0% eran isleños del Pacífico, el 0% eran de otras razas y el 2.83% pertenecían a dos o más razas. Del total de la población el 0% eran hispanos o latinos de cualquier raza.